# ATC kód C07
ATC kód C07 Beta blokátory je hlavní terapeutická skupina anatomické skupiny C. Kardiovaskulární systém.

## C07ABeta-blokátory

### C07AA Beta-blokátory neselektivní
C07AA07 Sotalol
C07AA17 Bopindolol

### C07AB Beta-blokátory selektivní
C07AB02 Metoprolol
C07AB03 Atenolol
C07AB04 Acebutolol
C07AB05 Betaxolol
C07AB07 Bisoprolol
C07AB08 Celiprolol
C07AB09 Esmolol
C07AB12 Nebivolol

### C07AG Alfa- a beta-blokátory
C07AG02 Karvedilol

## C07B Beta-blokátory a thiazidy

### C07BB Beta-blokátory selektivní a thiazidy
C07BB03 Atenolol a thiazidy
C07BB07 Bisoprolol a thiazidy

## Poznámka
- Registrované léčivé přípravky na území České republiky.
- Informační zdroj: Státní ústav pro kontrolu léčiv, Všeobecná zdravotní pojišťovna.